# 百景
『百景』（ひゃっけい）は、日本のロックバンドであるTHE BOOMが発表した11枚目のオリジナル・アルバム。2004年6月30日発売。

## 解説
2001年から2003年の全国野外ライブツアーの合間にボーカルの宮沢和史が作った曲をレコーディングしたもの。様々な風景や風刺等をテーマにどの曲も一風変わったものとなっている。デビュー15周年記念ライブで限定配布された非売品シングル「光」「24時間の旅」収録。初回限定特典は、2004年5月24日に開催された渋谷・La mamaでのスペシャルライブを収録した、DVD応募者全員プレゼント応募券が封入。

## 収録曲
| 全作詞・作曲: 宮沢和史。 |                                                               |          |            |      |
| #                        | タイトル                                                      | 作詞     | 作曲・編曲 | 時間 |
| 1.                       | 「24時間の旅」                                                | 宮沢和史 | 宮沢和史   | 4:47 |
| 2.                       | 「明日からはじまる」                                          | 宮沢和史 | 宮沢和史   | 5:25 |
| 3.                       | 「朱鷺－トキ－」(※シングルとはアレンジが大きく異なっている。) | 宮沢和史 | 宮沢和史   | 5:01 |
| 4.                       | 「白いハマナス」                                              | 宮沢和史 | 宮沢和史   | 5:23 |
| 5.                       | 「僕にできるすべて」                                          | 宮沢和史 | 宮沢和史   | 3:50 |
| 6.                       | 「光」                                                        | 宮沢和史 | 宮沢和史   | 4:10 |
| 7.                       | 「天国へ落ちる坂道」                                          | 宮沢和史 | 宮沢和史   | 4:29 |
| 8.                       | 「掌の海」                                                    | 宮沢和史 | 宮沢和史   | 4:27 |
| 9.                       | 「心の泉に浮かぶ島」                                          | 宮沢和史 | 宮沢和史   | 4:59 |
| 10.                      | 「Any time, Any day」                                         | 宮沢和史 | 宮沢和史   | 5:21 |
| 11.                      | 「歌」                                                        | 宮沢和史 | 宮沢和史   | 2:15 |
| 合計時間:                | 合計時間:                                                     | 50:07    |            |      |

## ツアー
このアルバムと連動するツアー「日本百景」は2004年9月11日から11月28日まで行われた。ボーカルの宮沢はライブごとにその土地にまつわる歌をアドリブも交えながら披露することがあった。たとえば青森公演で吉幾三の「Dream」、札幌公演で「知床旅情」などを歌っている。

## リンク
- THE BOOM MUSIC GALLERY：THE BOOMのオフィシャルサイト
- THE BOOM DISCOGRAPHY：「百景」の収録曲・視聴など
- アルバム「百景」特設ページ：アルバムの詳細・ツアー情報など